# Урманский сельсовет (Башкортостан)
Урманский сельсовет — муниципальное образование в Иглинском районе Башкортостана.

## История
Согласно «Закону о границах, статусе и административных центрах муниципальных образований в Республике Башкортостан» имеет статус сельского поселения.

## Население
| 2002  | 2009  | 2010  | 2012  | 2013  | 2014  | 2015  |
| ----- | ----- | ----- | ----- | ----- | ----- | ----- |
| 2504  | ↗2661 | ↗2877 | ↗2899 | ↘2838 | ↘2743 | ↘2727 |
| 2016  | 2017  | 2018  |       |       |       |       |
| ↘2697 | ↘2690 | ↘2640 |       |       |       |       |

## Состав сельского поселения
| № | Населённый пункт | Тип населённого пункта       | Население |
| - | ---------------- | ---------------------------- | --------- |
| 1 | Урман            | село, административный центр | ↘2690     |